# Korean Kennel Federation
Korean Kennel Federation (KKF) är Sydkoreas nationella kennelklubb. Den är medlem i den internationella kennelfederationen Fédération Cynologique Internationale (FCI). Den är de sydkoreanska hundägarnas intresse- och riksorganisation och för nationell stambok över hundraser. Organisationen grundades 1956 och har sitt huvudkontor i Seoul.